# Arcidiocesi di Otranto

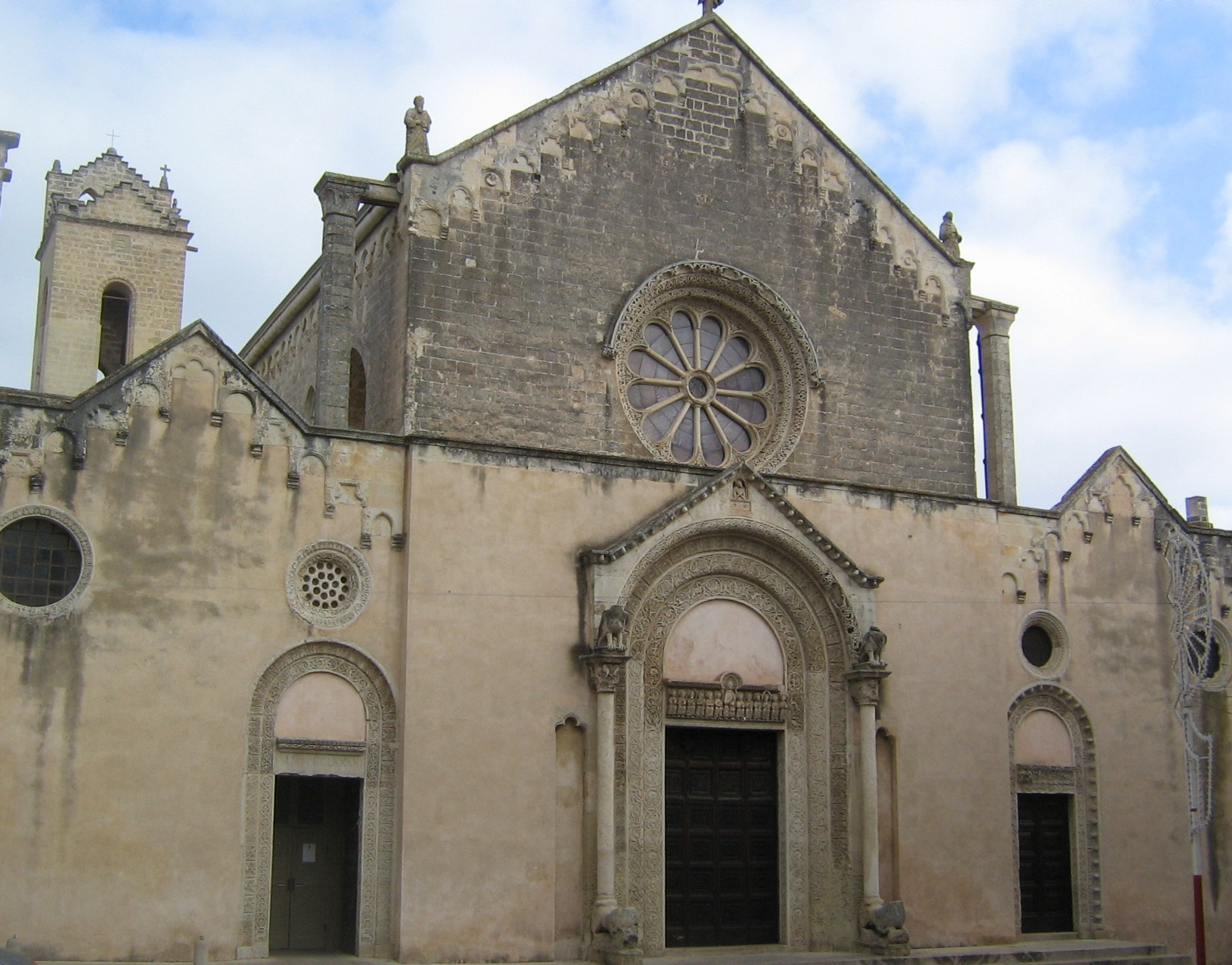
La basilica di Santa Caterina d'Alessandria di Galatina, fondata nel XIV secolo.

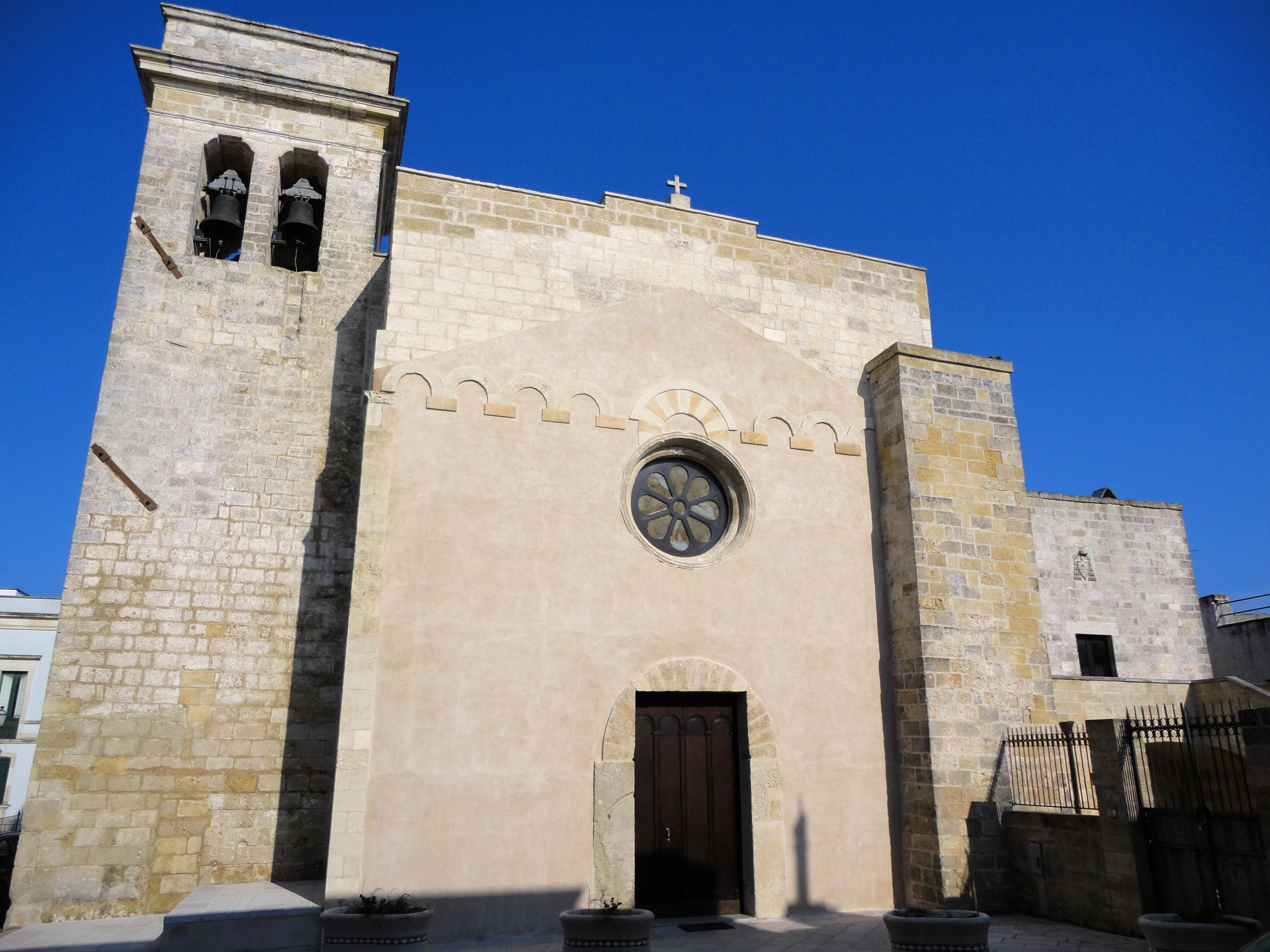
L'ex cattedrale dell'Annunziata di Castro, sede della diocesi omonima fino al 1818.

L'arcidiocesi di Otranto (in latino Archidioecesis Hydruntina) è una sede della Chiesa cattolica in Italia suffraganea dell'arcidiocesi di Lecce e appartenente alla regione ecclesiastica Puglia. Nel 2023 contava 184.300 battezzati su 187.200 abitanti. È retta dall'arcivescovo Francesco Neri, O.F.M.Cap.

## Territorio
L'arcidiocesi comprende 41 comuni della provincia di Lecce: Andrano, Bagnolo del Salento, Botrugno, Calimera, Cannole, Caprarica di Lecce, Carpignano Salentino, Castri di Lecce, Castrignano de' Greci, Castro, Collepasso, Corigliano d'Otranto, Cursi, Cutrofiano, Diso, Galatina, Giuggianello, Giurdignano, Maglie, Martano, Martignano, Melpignano, Minervino di Lecce, Muro Leccese, Nociglia, Ortelle, Otranto, Palmariggi, Poggiardo, San Cassiano, San Donato di Lecce, Sanarica, Santa Cesarea Terme, Scorrano, Sogliano Cavour, Soleto, Spongano, Sternatia, Surano, Uggiano la Chiesa e Zollino.
Sede arcivescovile è la città di Otranto, dove si trova la cattedrale di Maria Santissima Annunziata. Nel territorio diocesano sorgono anche l'ex cattedrale dell'Annunziata di Castro, e la basilica minore di Santa Caterina d'Alessandria a Galatina.

### Parrocchie e vicariati
Il territorio si estende su 800 km² ed è suddiviso in 80 parrocchie, raggruppate in 7 vicariati: 		
- Calimera
- Galatina
- Martano
- Maglie
- Otranto
- Poggiardo
- Castro

## Storia

### Primo millennio
Secondo la tradizione, che non ha alcuna attendibilità storica, la comunità cristiana di Otranto, come molte altre della Puglia, sarebbe stata fondata dall'apostolo san Pietro, nel suo viaggio verso Roma. «Nell'antica Calabria romana – così era denominata l'attuale penisola salentina –, le prime attestazioni di presenza cristiana sono dell'inizio del IV secolo ed è verosimile pensare che le comunità di Gallipoli, Lupiae e Otranto fossero già sedi vescovili».
Tuttavia la prima menzione dell'esistenza della diocesi di Otranto risale alla fine del VI secolo. Nell'epistolario di Gregorio Magno è ricordato in diverse occasioni il vescovo Pietro di Otranto. Nel novembre 595 il papa nomina Pietro visitatore delle chiese di Brindisi, di Lecce e di Gallipoli rimaste prive dei loro rispettivi vescovi, con l'incarico di vegliare sulla preservazione del patrimonio ecclesiastico delle suddette chiese e sulla nomina dei nuovi prelati. Nel luglio 599 il pontefice scrive al suo amministratore in Puglia, Sergio, perché incarichi il vescovo di Otranto a procedere all'arresto dello schiavo fuggitivo Pietro, che appartiene al fratello del papa. Ancora al 599 risale la menzione di Pietro in una lettera all'amministratore Sergio (di giugno o luglio) in relazione ad una controversia tra il vescovo idruntino e il diacono Fruniscendo. Infine, Pietro è documentato nella lettera di settembre 601 ancora come amministratore della Chiesa di Brindisi, e nella quale è incaricato di concedere le reliquie di san Leucio al monastero di San Leucio presso Roma, da cui erano state trafugate.
Nel VII secolo sono noti altri due vescovi di Otranto, che presero parte a due sinodi romani. Nel 649 il vescovo Andrea partecipò al concilio lateranense convocato da papa Martino I per condannare l'eresia monotelita. Per lo stesso motivo, il vescovo Giovanni fu presente al concilio romano convocato da papa Agatone nel 680, i cui atti furono letti e approvati durante le sessioni del terzo concilio di Costantinopoli, iniziato il 7 novembre dello stesso anno.
La diocesi di Otranto, come tutte quelle dell'Italia meridionale e della Sicilia, continuò a dipendere spiritualmente da Roma anche dopo l'inserimento del Salento nell'impero bizantino a partire dalla metà del VI secolo. Nel 732 circa, tuttavia, l'imperatore bizantino Leone III Isaurico separò le diocesi dell'Italia bizantina dal patriarcato di Roma e le sottomise al patriarcato di Costantinopoli, imponendo progressivamente il rito greco.
Nel IX secolo Otranto fu elevata al rango di arcidiocesi autocefala, ossia non dipendente da nessun metropolita; così appare nella Notitia Episcopatuum di Leone VI il Saggio, databile all'inizio del X secolo.
Sono noti due arcivescovi di Otranto. L'arcivescovo Marco prese parte al concilio di Costantinopoli dell'879 che riabilitò il patriarca Fozio e firmò gli atti tra gli arcivescovi Luciano di Durazzo e Arsenio di Lemno. Nel 921 un arcivescovo di Otranto non identificato riceveva una lettera dal patriarca di Costantinopoli Nicola I Mistico, in cui tra l'altro si accennava alla morte cruenta di uno stratega bizantino ad Ascoli Satriano nell'aprile di quell'anno.
Nell'ambito di una generale ristrutturazione amministrativa ed ecclesiale dei possedimenti bizantini in Italia, nel 968 l'imperatore Niceforo Foca autorizzò il patriarca Polieucte ad erigere la sede metropolitana di Otranto, dando al metropolita Pietro il titolo di primate del Salento e la facoltà di consacrare i vescovi suffraganei di Acerenza, di Tursi, di Gravina, di Matera e di Tricarico. Non è chiaro se queste disposizioni abbiano avuto reale effetto, in quanto le Notitiae Episcopatuum bizantine dell'XI secolo menzionano una sola sede suffraganea di Otranto, quella di Tursi.
L'ultimo metropolita greco di Otranto è stato Ipazio, che nel 1054, unico fra tutti i vescovi dell'Italia bizantina, prese parte al sinodo convocato dal patriarca Michele Cerulario a Costantinopoli durante il quale venne ufficializzata la rottura con la Chiesa occidentale; Ipazio è probabilmente lo stesso metropolita che nel 1066 prese parte al sinodo riunito nella capitale imperiale dal patriarca Giovanni VIII Xifilino. Sembra tuttavia che il titolo di Otranto continuò ad essere assegnato a Costantinopoli, anche dopo la fine del dominio bizantino nella penisola salentina; infatti Giovanni, "arcivescovo di Otranto", è menzionato in un decreto sinodale dell'imperatore Niceforo III Botaniate del 1079.

### Secondo millennio
A partire dalla metà dell'XI secolo ebbe fine la dominazione bizantina nel Salento. Questo determinò il ritorno di Otranto sotto l'autorità e l'obbedienza romana. Questo passaggio tuttavia non fu traumatico. Già nel 1067 infatti, è documentato il primo vescovo di rito latino, Ugo, che prese parte al secondo concilio di Melfi; Ugo è ancora menzionato nel 1068, quando partecipò ad un concilio lateranense a Roma, e nel 1071, quando fu tra i consacranti della nuova chiesa abbaziale di Montecassino.
Nel 1088, alla presenza di Roffredo, metropolita di Benevento e legato pontificio, fu consacrata la nuova cattedrale di Otranto; in quest'occasione fu presente anche l'arcivescovo idruntino Guglielmo. Nel 1105 papa Pasquale II confermò agli arcivescovi idruntini tutti i privilegi goduti in precedenza e in particolare il titolo primaziale e l'uso della croce patriarcale.
Durante l'episcopato di Gionata, tra il 1163 ed il 1165, la cattedrale fu «arricchita dell'eccezionale mosaico pavimentale, unico per ampiezza e per i temi rappresentati».
Ignoto è il periodo in cui fu costituita la provincia ecclesiastica "latina" di Otranto; le prime notizie al riguardo risalgono solo alla seconda metà del XII secolo; il Provinciale Vetus di Albino (circa 1190) e il catalogo di Cencio Camerario riportano cinque diocesi suffraganee: Castro, Ugento, Alessano, Gallipoli e Lecce.
Benché non più sotto la giurisdizione del patriarcato di Costantinopoli, il rito greco continuò a sopravvivere ancora per molti secoli. Segno di questa continuità fu la fondazione del monastero di San Nicola di Casole, nei pressi di Otranto, eretto nel 1098 per volontà del principe Boemondo di Taranto e della moglie Costanza, che fu un centro di studi greco-bizantini fino alla sua distruzione nel XV secolo.
Nel 1480 la città fu espugnata dai Turchi guidati da Gedik Ahmet Pascià, che fecero strage della popolazione durante la battaglia di Otranto; trovarono la morte centinaia di persone, noti come i santi martiri di Otranto, tra cui anche l'arcivescovo Stefano Pendinelli, uccisi in odium fidei, e per questo beatificati nel 1771 e canonizzati il 12 maggio 2013 da papa Francesco.
Nel XVI secolo Pietro Antonio Di Capua partecipò attivamente al concilio di Trento e nel 1567 indisse un concilio provinciale per l'attuazione delle decisioni tridentine. In questo periodo post-conciliare, si dette avvio al processo di completa latinizzazione della liturgia, su pressione dei pontefici e delle congregazioni della curia romana. Dopo l'obbligo del rito latino imposto dall'arcivescovo Pedro Corderos nel sinodo del 1583, erano ancora dodici, su un totale di quaranta, le parrocchie dell'arcidiocesi officiate in rito greco. Storici locali hanno spesso sottolineato come la fine del rito greco nel Salento sia avvenuta spesso in modo cruento, come a Calimera nel 1663, quando «l'ultimo protopapa greco venne ucciso dai latini, quindi il rito greco vi fu distrutto, bruciate le memorie e i documenti e sottoposta la parrocchia all'arcivescovo latino di Otranto». In realtà, scrive Mauro Cassoni, a Calimera, come in alti centri dell'arcidiocesi, ancora alla fine del Seicento e nella prima metà del Settecento sono documentati matrimoni di chierici, in "abito clericale", come consuetudine nella Chiesa di rito greco.
«Con il XVII-XVIII secolo, come in tutto il Mezzogiorno d'Italia, anche in Terra d'Otranto si assistette a un massiccio radicamento spagnolo nel territorio, ottenuto con il controllo regio delle nomine episcopali. Dei quattordici vescovi otrantini di questi due secoli, nove provenivano dal Napoletano, 2 da Madrid e uno da Lisbona; molti avevano origini nobili e più di qualcuno si distinse per cultura. Considerevole anche il numero di coloro che giungevano dalle file dei religiosi: troviamo un agostiniano, un mercenario, due benedettini e quattro teatini.»
Anche a Otranto, come in altre diocesi salentine, il seminario fu istituito tardivamente. Nel 1750 i gesuiti avevano fondato a Galatina un collegio per la formazione dei sacerdoti; cinque anni dopo venne fondato dall'arcivescovo Nicolò Caracciolo il seminario a Otranto. Dalle relazioni delle visite canoniche fatte dagli arcivescovi, si ricava che nel Settecento c'erano nel territorio all'incirca quaranta parrocchie, ma solo quattro di queste superavano i 2.000 abitanti; alto era poi il numero delle confraternite, nel 1676 ne vengono censite ottantuno.
Nel 1818, in occasione della revisione delle circoscrizioni ecclesiastiche nel Regno delle Due Sicilie con la bolla De utiliori di papa Pio VII, la provincia ecclesiastica di Otranto fu ridotta a tre suffraganee, Gallipoli, Lecce e Ugento; mentre le altre due diocesi furono soppresse: Alessano fu unita a Ugento, mentre il territorio di Castro fu annesso a quello di Otranto.
Il 28 settembre 1960, perse la diocesi di Lecce (oggi arcidiocesi), che dopo una secolare suffraganeità all'arcidiocesi di Otranto, con la bolla Cum a nobis di papa Giovanni XXIII, divenne immediatamente soggetta alla Santa Sede.
Il 5 ottobre 1980 papa Giovanni Paolo II fu pellegrino a Otranto in occasione delle celebrazioni per il V centenario dal martirio dell'arcivescovo Pendinelli e di altri 800 fedeli di Otranto.
Il 20 ottobre 1980, mantenendo il rango di arcidiocesi, Otranto ha perso il titolo metropolitico ed è divenuta una sede suffraganea dell'arcidiocesi di Lecce.
Il 16 luglio 1988 alcuni cambiamenti territoriali portano alla cessione delle parrocchie di Depressa e Sant'Eufemia (comune di Tricase) alla diocesi di Ugento-Santa Maria di Leuca, e della parrocchia di Borgagne (comune di Melendugno) all'arcidiocesi di Lecce; contestualmente Otranto ha annesso tre parrocchie del comune di Galatina dalla diocesi di Nardò-Gallipoli.

## Cronotassi dei vescovi
Si omettono i periodi di sede vacante non superiori ai 2 anni o non storicamente accertati.
- Benedetto ? † (circa 431)[16]

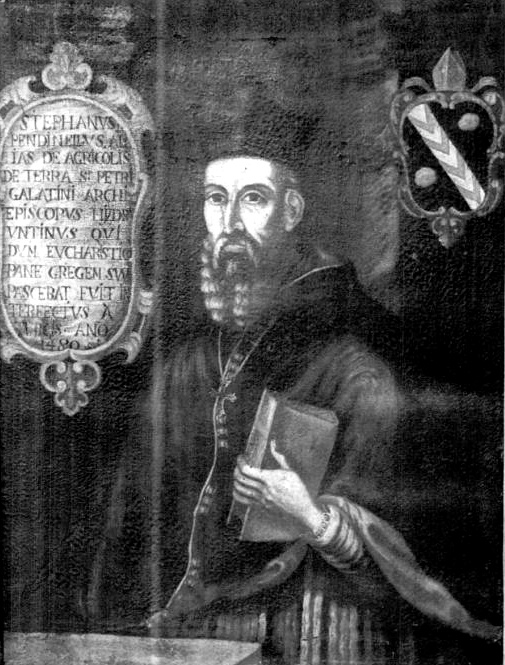
Stefano Pendinelli, arcivescovo di Otranto (1451 - 1480).

- Pietro I † (prima del 595 - dopo il 601)[17]
- Andrea † (menzionato nel 649)
- Giovanni † (menzionato nel 680)
- Marco † (menzionato nell'879)[18]
- Anonimo † (menzionato nel 921)[6]
- Pietro II † (menzionato nel 968)
- Anonimo † (menzionato nel 1022 circa)
- Ipazio † (menzionato nel 1054)
- Cristoforo † (seconda metà dell'XI secolo)[19]
- Anonimo † (menzionato nel 1066)[20]
- Ugo † (1067 - dopo il 1071)
  - Giovanni † (menzionato nel 1079) (antivescovo di rito greco)
- Guglielmo † (menzionato nel 1088)
- Berardo † (prima di agosto 1090 - dopo marzo 1101)[21]
- Anonimo † (menzionato nel 1106)
- Anonimo † (menzionato nel 1112)[21]
- Pietro IV † (prima del 1118[21] - dopo il 1126)
- Girolamo † (menzionato nel 1154)
- Gionata † (prima del 1163 - dopo il 1179)[22]
- Lucio	† (1182 - 1185)[23]
- Guglielmo di Aversa † (prima di agosto 1189 - dopo giugno 1200)[22][24]
- Anonimo † (menzionato nel 1203)[22]
- Anonimo † (menzionato a novembre 1215 e a febbraio 1218)[22]
- Tancredi degli Annibali † (prima di giugno 1219 - dopo agosto 1235 deceduto)[22]
- Giocondo Paladini ? † (circa 1240 - 1253)[25]
- Matteo de Palma † (3 maggio 1253 - circa 1282[26] deceduto)
  - Tancredo di Montefusco † (1282 - 1283) (vescovo eletto)
- Giacomo † (19 agosto 1283 - agosto 1309 deceduto)
- Tommaso † (15 aprile 1310 - 1320 deceduto)
- Luca, O.P.  † (30 gennaio 1321 - 1329 deceduto)
- Orso Minutolo † (23 gennaio 1329 - 27 giugno 1330 nominato arcivescovo di Salerno)
- Giovanni, O.P. † (27 giugno 1330 - 1345 deceduto)
- Rinaldo (o Reginaldo) † (12 dicembre 1345 - 4 gennaio 1351 nominato arcivescovo di Patrasso)
- Filippo di Lanzano † (20 maggio 1351 - 1363 nominato arcivescovo di Capua)[27]
- Giacomo d'Itri † (20 dicembre 1363 - 18 gennaio 1376 nominato patriarca di Costantinopoli dei Latini)
  - Giacomo d'Itri † (18 gennaio 1376 - 6 novembre 1378 scomunicato)[28] (amministratore apostolico)
- Obbedienza avignonese:
  - Guglielmo da Urbino, O.F.M. † (15 gennaio 1379 - 1393 deceduto) (amministratore apostolico)[29]
  - Riccardo † (29 marzo 1393 - ?)
- Obbedienza romana:
  - Tirello Caracciolo † (1380 - ?)
  - Pietro † (1382 o 1385 - 12 aprile 1389 nominato arcivescovo di Taranto)
  - Giovanni † (25 gennaio 1390 - ?)
  - Filippo † (16 aprile 1395 - 1417 deceduto)
- Aragonio Malaspina † (23 febbraio 1418 - 1424 deceduto)
- Nicolò Pagano † (1º dicembre 1424 - 1451 deceduto)
- Stefano Pendinelli † (16 giugno 1451 - 1º agosto 1480 deceduto)
- Serafino da Squillace, O.F.M. † (20 ottobre 1480 - 1514 deceduto)
- Giovanni Giacomo Dino, O.F.M. † (1514 - 1514 deceduto)
- Fabrizio Di Capua † (29 marzo 1514 - 1526 dimesso)
- Alessandro Cesarini † (9 aprile 1526 - 22 marzo 1536 dimesso)
- Pietro Antonio Di Capua † (22 marzo 1536 - 1579 deceduto)
- Pedro Corderos † (21 ottobre 1579 - 1585 deceduto)
- Marcello Acquaviva † (25 febbraio 1587 - 1606 dimesso)
- Lucio (de) Morra † (20 novembre 1606 - 1623 deceduto)
- Diego Lopez de Andrada, O.E.S.A. † (20 novembre 1623 - 22 agosto 1628 deceduto)
  - Sede vacante (1628-1635)
  - Fabrizio degli Antinori † (1630 - 13 novembre 1630 nominato vescovo di Siracusa) (vescovo eletto)
- Gaetano Cossa, C.R. † (7 maggio 1635 - 1655 deceduto)
- Gabriel Adarzo de Santander, O. de M. † (24 settembre 1657 - aprile 1674 deceduto)
- Ambrogio Maria Piccolomini, O.S.B.Oliv. † (27 maggio 1675 - circa 1682 deceduto)
- Ferdinando de Aguinar y Saavedra † (24 aprile 1684 - dicembre 1689 deceduto)
- Francesco Maria d'Aste † (22 maggio 1690 - 12 luglio 1719 deceduto)
  - Sede vacante (1719-1722)
- Michele Orsi † (2 marzo 1722 - giugno 1752 deceduto)
- Marcello Papiniano Cusani † (12 marzo 1753 - 11 febbraio 1754 nominato arcivescovo di Palermo)
- Nicolò Caracciolo, C.R. † (1º aprile 1754 - 23 settembre 1766 dimesso)
- Giulio Pignatelli, O.S.B. † (16 febbraio 1767 - 20 giugno 1784 dimesso[30])
  - Sede vacante (1784-1792)
- Vincenzo Maria Morelli, C.R. † (27 febbraio 1792 - 22 agosto 1812 deceduto)
  - Sede vacante (1812-1818)
- Andrea Mansi, O.F.M. † (6 aprile 1818 - 1º marzo 1832 deceduto)
- Vincenzo Andrea Grande † (20 gennaio 1834 - 13 febbraio 1871 deceduto)
- Giuseppe Caiazzo, O.S.A. † (23 dicembre 1872 - 25 luglio 1883 deceduto)
- Rocco Cocchia, O.F.M.Cap. † (9 agosto 1883 - 23 maggio 1887 nominato arcivescovo di Chieti)[31]
- Salvatore Maria Bressi, O.F.M.Cap. † (23 maggio 1887 - 23 gennaio 1890 deceduto)
- Gaetano Caporali, C.Pp.S. † (23 giugno 1890 - 23 novembre 1911 deceduto)
- Giuseppe Ridolfi † (10 agosto 1912 - 12 agosto 1915 dimesso[32])
  - Sede vacante (1915-1918)
  - Nicola Giannattasio † (7 dicembre 1916 - ?) (arcivescovo eletto)
- Carmelo Patanè † (11 gennaio 1918 - 7 luglio 1930 nominato arcivescovo di Catania)
- Cornelio Sebastiano Cuccarollo, O.F.M.Cap. † (24 ottobre 1930 - 10 luglio 1952 dimesso[33])
- Raffaele Calabria † (10 luglio 1952 succeduto - 12 luglio 1960 nominato arcivescovo coadiutore di Benevento[34])
- Gaetano Pollio, P.I.M.E. † (8 settembre 1960 - 5 febbraio 1969 nominato arcivescovo di Salerno)
- Nicola Riezzo † (28 aprile 1969 - 27 gennaio 1981 ritirato)
- Vincenzo Franco † (27 gennaio 1981 - 8 aprile 1993 ritirato)
- Francesco Cacucci (8 aprile 1993 - 3 luglio 1999 nominato arcivescovo di Bari-Bitonto)
- Donato Negro (29 aprile 2000 - 19 aprile 2023 ritirato)
- Francesco Neri, O.F.M.Cap., dal 19 aprile 2023

## Vescovi oriundi dell'arcidiocesi
- Bruno Musarò (Andrano, 28 giugno 1948), arcivescovo, titolo personale, titolare di Abari, nunzio apostolico in Egitto e delegato presso l'Organizzazione della Lega degli Stati Arabi
- Franco Coppola (Maglie, 31 marzo 1957), arcivescovo, titolo personale, titolare di Vinda, nunzio apostolico in Belgio
- Vincenzo Pisanello (Galatina, 3 maggio 1959), vescovo di Oria
- Giuseppe Mengoli (Collepasso, 16 marzo 1965), vescovo di San Severo

## Statistiche
L'arcidiocesi nel 2023 su una popolazione di 187.200 persone contava 184.300 battezzati, corrispondenti al 98,5% del totale.
| anno | popolazione | popolazione | popolazione | presbiteri | presbiteri | presbiteri | presbiteri                | diaconi | religiosi | religiosi | parrocchie |
| anno | battezzati  | totale      | %           | numero     | secolari   | regolari   | battezzati per presbitero | diaconi | uomini    | donne     | parrocchie |
| ---- | ----------- | ----------- | ----------- | ---------- | ---------- | ---------- | ------------------------- | ------- | --------- | --------- | ---------- |
| 1950 | 187.937     | 187.941     | 100,0       | 172        | 142        | 30         | 1.092                     |         | 43        | 231       | 59         |
| 1970 | 189.370     | 189.400     | 100,0       | 143        | 106        | 37         | 1.324                     |         | 47        | 300       | 65         |
| 1980 | 198.000     | 198.046     | 100,0       | 138        | 111        | 27         | 1.434                     |         | 36        | 241       | 67         |
| 1990 | 202.800     | 203.300     | 99,8        | 143        | 113        | 30         | 1.418                     |         | 35        | 249       | 80         |
| 1999 | 198.468     | 198.968     | 99,7        | 143        | 114        | 29         | 1.387                     |         | 32        | 228       | 80         |
| 2000 | 197.000     | 197.500     | 99,7        | 144        | 115        | 29         | 1.368                     |         | 32        | 228       | 80         |
| 2001 | 196.000     | 196.500     | 99,7        | 142        | 115        | 27         | 1.380                     |         | 30        | 225       | 80         |
| 2002 | 198.468     | 198.968     | 99,7        | 144        | 116        | 28         | 1.378                     |         | 32        | 218       | 80         |
| 2003 | 196.042     | 198.042     | 99,0        | 146        | 118        | 28         | 1.342                     | 5       | 36        | 216       | 80         |
| 2004 | 197.042     | 198.042     | 99,5        | 145        | 117        | 28         | 1.358                     | 5       | 32        | 208       | 80         |
| 2013 | 201.400     | 202.400     | 99,5        | 126        | 107        | 19         | 1.598                     | 5       | 20        | 136       | 80         |
| 2016 | 191.700     | 193.700     | 99,0        | 127        | 105        | 22         | 1.509                     | 5       | 23        | 124       | 80         |
| 2019 | 188.000     | 189.000     | 99,5        | 123        | 102        | 21         | 1.528                     | 5       | 23        | 178       | 80         |
| 2021 | 185.760     | 188.260     | 98,7        | 121        | 100        | 21         | 1.535                     | 4       | 23        | 120       | 80         |
| 2023 | 184.300     | 187.200     | 98,5        | 115        | 94         | 21         | 1.602                     | 4       | 23        | 120       | 80         |